# AU Microscopii
AU Microscopii (Gliese 803) – gwiazda w gwiazdozbiorze Mikroskopu. Jest ona oddalona od Słońca o około 32 lata świetlne. Gwiazdę otacza dysk pyłowy i okrążają planety.

## Charakterystyka
Gwiazda AU Microscopii tworzy układ potrójny z gwiazdą podwójną Gliese 799 AB (AT Microscopii), oddaloną od niej o 1,2 roku świetlnego. Wszystkie trzy składniki są czerwonymi karłami, niewidocznymi dla nieuzbrojonego oka. Należą do rozpraszającej się w przestrzeni gromady gwiazd o wieku i ruchu własnym podobnym do gwiazdy Beta Pictoris.
AU Microscopii należy do typu widmowego M1. Ma jasność w zakresie widzialnym równą zaledwie ok. 2,5–2,9% jasności Słońca, ale uwzględniając promieniowanie podczerwone emituje 0,1 energii wyświecanej przez Słońce. Jest to młoda, aktywna gwiazda rozbłyskowa należąca do zmiennych typu BY Draconis. Jej wiek jest oceniany na 22 miliony lat. Masa tej gwiazdy to około pół masy Słońca, a jej promień jest równy 75% promienia Słońca.

## Układ planetarny

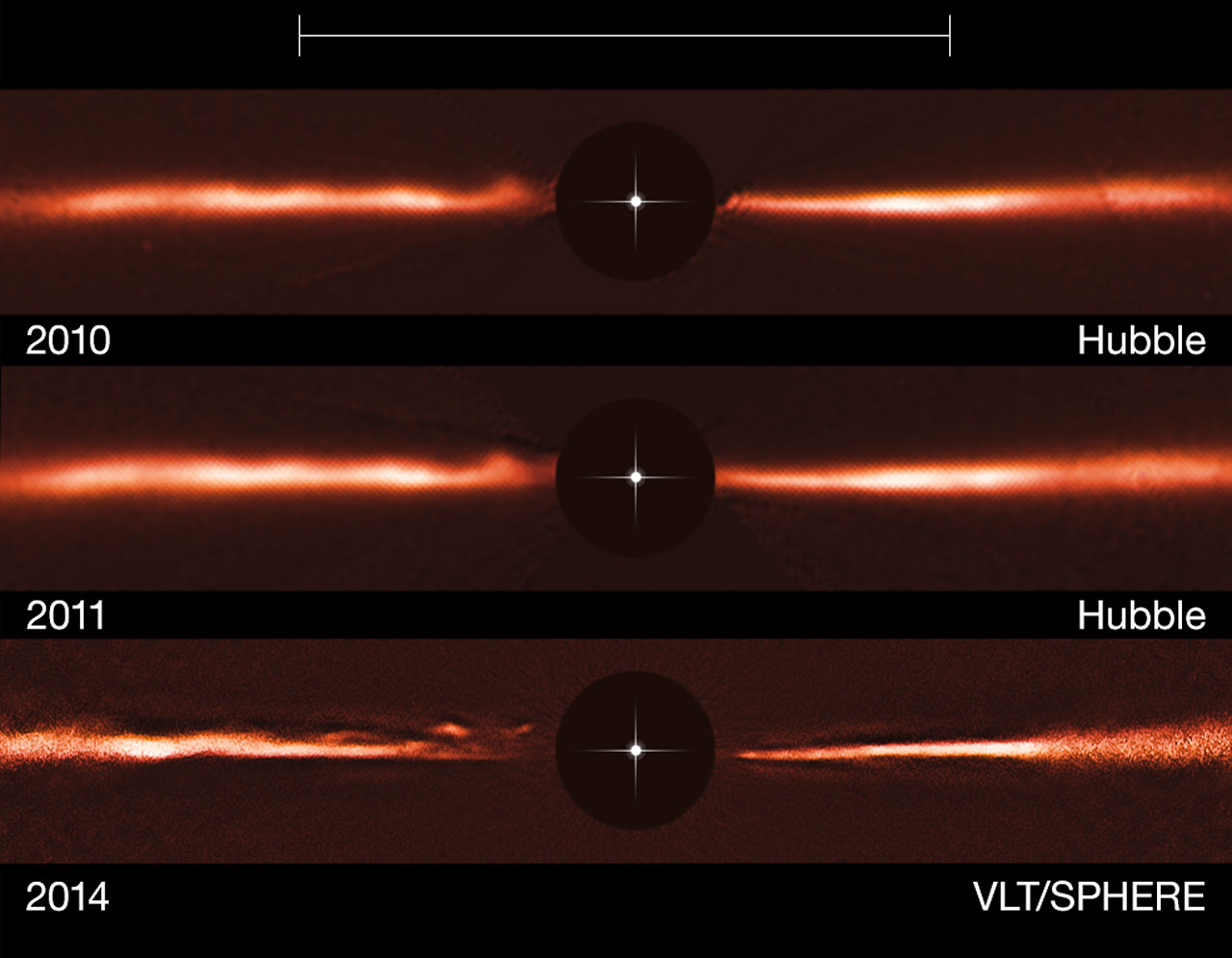
Zdjęcia struktur w dysku otaczającym AU Mic

W latach 1980. satelita IRAS zaobserwował nadwyżkę promieniowania podczerwonego z okolic tej gwiazdy, wskazującą na istnienie wokół niej dysku pyłowego. Dysk był fotografowany przez teleskopy Hubble’a i VLT. Zaobserwowano w nim łukowate lub falowe zaburzenia gęstości, niektóre poruszające się z prędkościami przekraczającymi prędkość ucieczki. Jednym z możliwych wyjaśnień ich powstania jest uderzenie silnego rozbłysku gwiazdy w hipotetyczną planetę, które powoduje oderwanie części materii, która następnie oddala się przez dysk.
Istnienie planet okrążających AU Microscopii było podejrzewane na podstawie obserwacji dysku. W 2020 roku, dzięki danym zgromadzonym przez Kosmiczny Teleskop Spitzera oraz teleskop TESS, odkryto dwie planety przechodzące przed tarczą tej gwiazdy. Pierwsza z planet (AU Mic b) ma okres orbitalny równy 8,46 dnia i promień 0,46 promienia Jowisza. Druga planeta jest nieco mniejsza (0,28 RJ), okrąża gwiazdę w 18,86 dnia. Są to więc obiekty bardzo podobne rozmiarami do Neptuna; ich masy są znane z bardzo dużą niepewnością. W 2023 roku analizy zaburzeń czasu tranzytu tych dwóch planet pozwoliły zweryfikować istnienie trzeciego obiektu w układzie. Według najbardziej prawdopodobnego rozwiązania, jest to planeta o masie bardzo podobnej do masy Ziemi, krążąca pomiędzy dwiema wcześniej znanymi.
| Towarzysz | Masa minimalna [M🜨] | Promień [R🜨]    | Okres orbitalny [d] | Półoś wielka [au]     | Nachylenie osi [°] | Ekscentryczność   |
| --------- | ------------------- | --------------- | ------------------- | --------------------- | ------------------ | ----------------- |
| b         | 37 +60−16           | 5,12 +0,06−0,10 | 8,46294 ± 0,00001   | 0,0830 +0,0009−0,0016 | 89,35 ± 0,75       | 0,00021 ± 0,00006 |
| d         | 1,013 ± 0,146       | 1,0118 ± 0,0408 | 12,7381 ± 0,0013    |                       | 88,10 ± 0,43       | 0,00097 ± 0,00042 |
| c         | 32 +60−19           | 3,14 +0,31−0,36 | 18,85905 ± 0,00010  | 0,1417 +0,0016−0,0028 | 89,64 ± 0,72       | 0,01056 ± 0,00089 |